# 下卡尔瓦拉萨
下卡尔瓦拉萨（西班牙語：Calvarrasa de Abajo）是西班牙卡斯蒂利亚-莱昂萨拉曼卡省的一个市镇。 总面积28平方公里，总人口1032人（2001年），人口密度37人/平方公里。